# Cancer (geslacht)
Cancer is een geslacht van krabben.

## Soortenlijst
Volgende soorten zijn beschreven:
- Cancer bellianus Johnson, 1861 – Getande steenkrab
- Cancer borealis Stimpson, 1859 – Jonaskrab
- Cancer irroratus Say, 1817 – Atlantische steenkrab
- Cancer johngarthi Carvacho, 1989
- Cancer pagurus Linnaeus, 1758 – Noordzeekrab
- Cancer plebejus Poeppig, 1836
- Cancer porteri Rathbun, 1930
- Cancer productus Randall, 1840 – Pacifische steenkrab